# Gianni Nuti
Gianni Nuti (Asti, 8 settembre 1964) è un musicologo, politico e pedagogista italiano, sindaco di Aosta dal 6 ottobre 2020.

## Biografia
Laureatosi in Lettere moderne all'Università degli Studi di Torino con Enrico Fubini e diplomato in chitarra al Conservatorio di Alessandria con Angelo Gilardino, Nuti consegue poi un dottorato di ricerca in Psicologia presso l'Università di Paris-Nanterre sotto la guida di Michel Imberty.
È Professore Associato in Didattica Generale e Pedagogia Speciale dopo essere stato ricercatore a tempo indeterminato dal 2006 al 2019, professore a contratto di Metodologia dell'educazione musicale nel corso di Scienze dell'Educazione presso l'Università della Valle d'Aosta dal 2001 al 2004, di Didattica della musica e Psicologia della musica dal 2004 al 2006 e di Pedagogia dell'integrazione dal 2018 al 2019.
Tra il 2008 e il 2018 ha ricoperto l’incarico di Direttore delle Politiche sociali della Regione Autonoma Valle d'Aosta: in quella veste ha assunto l’incarico di membro dell’Osservatorio Nazionale per l’Infanzia e l’adolescenza in rappresentanza delle regioni italiane e di referente nazionale per il Servizio Civile nell’ambito del Coordinamento tecnico delle Politiche Sociali. Dal 2018 al 2020 è stato Segretario Generale della Fondazione Comunitaria della Valle d’Aosta. Dal 2016 è membro del Comitato Nazionale per l’apprendimento pratico della musica per il quale si occupa, in particolare, dell’area scientifica e della ricerca.
Ha pubblicato centinaia di saggi e articoli per riviste nazionali e internazionali e volumi collettanei in italiano, inglese, francese e spagnolo. Tra le più recenti monografie, per Franco Angeli La musica e le altre discipline (2008), Musica pratica, scuole di ieri e di domani (2010), Le briciole di Pollicino (2013), Didattica del pensiero creativo (2014) e Vorrei una Scuola con i suoni del mare (2019), per Polistampa In un nido di suoni - Didattica dell’espressività musicale nei nidi 1.0 e 2.0 (2014 e 2016) Per EME-Harmattan, Pedagogia dell’Appartenenza (2019). Recenti sono tre libri a sua cura per FrancoAngeli: Un’infanzia fatta di scienza e arte con Elena Mignosi e Musica è scuola. Ricerche in Italia sul valore della musica pratica con Luigi Berlinguer e Annalisa Spadolini, con Paola Molina La partecipazione delle famiglie nello 0-6 (2023). Del 2021 è Il Bambino Espressivo, edito da Carocci nella collana La Biblioteca di Testi e Studi. Invece per Polistampa Mauro Pagliai, Firenze, nel 2022 è uscito il volume L’arte della politica, il valore dell’educazione: memorie e riflessioni. Infine, l’ultima monografia e dell’autunno 2024, per Armando Editore, Incantate le nostre vite: Storie e Pensieri su Educazione e Società.
È stato dal 2014 al 2018 direttore di Musica Domani, dal 2016 al 2018 vicepresidente nazionale della SIEM Società Italiana per l’Educazione Musicale e responsabile del Gruppo studi e ricerche. Come musicista ha svolto una carriera concertistica per vent’anni tenendo centinaia di concerti in molti paesi d’Europa, incidendo otto LP/CD come solista o in formazioni cameristiche. Ha contribuito a fondare ed ha diretto dal 2003 al 2008 e dal 2019 al 2020 la Scuola di Formazione e Orientamento Musicale (SFOM), è stato titolare della prima classe di chitarra presso il Conservatoire de la Vallée d’Aoste per vent’anni. Ha scritto due romanzi, Di un Crescendo (2007) e Nel mare del caso (2012).

### Carriera politica

#### Sindaco di Aosta
Il 27 luglio 2020 Nuti viene scelto come candidato ufficiale della coalizione di centro-sinistra (composta da Progetto Civico Progressista, Alliance Valdôtaine e Union Valdôtaine) per la carica di sindaco di Aosta in occasione delle elezioni comunali del 2020.
Alle elezioni, dopo essersi classificato in testa al primo turno, vince il ballottaggio con più del 53% dei voti, venendo eletto primo cittadino. Si insedia ufficialmente il 6 ottobre 2020.